# Margarito Angana jr.
Margarito Jandog Angana jr. (ur. 12 maja 1983 w Manili) – filipiński zapaśnik walczący w stylu klasycznym i wolnym. Startował w kategorii do 55 kg.
Złoty w 2009 i 2011, srebrny w 2005, 2013 i 2019, brązowy w 2003 i 2007 roku medalista igrzysk Azji Południowo-Wschodniej. Trzykrotny uczestnik mistrzostw świata, zajął 24 miejsce w 2006. Siódmy na igrzyskach Azjatyckich w 2006; jedenasty w 2010 i dziesiąty w 2014. Dwa starty w mistrzostwach Azji, siódmy w 2012 i dziewiąty w 2010. Trzeci na mistrzostwach Azji Południowo-Wschodniej w 2022 roku.